# Florica, Călărași
Florica este un sat în comuna Ileana din județul Călărași, Muntenia, România.